# Joanna Zastróżna

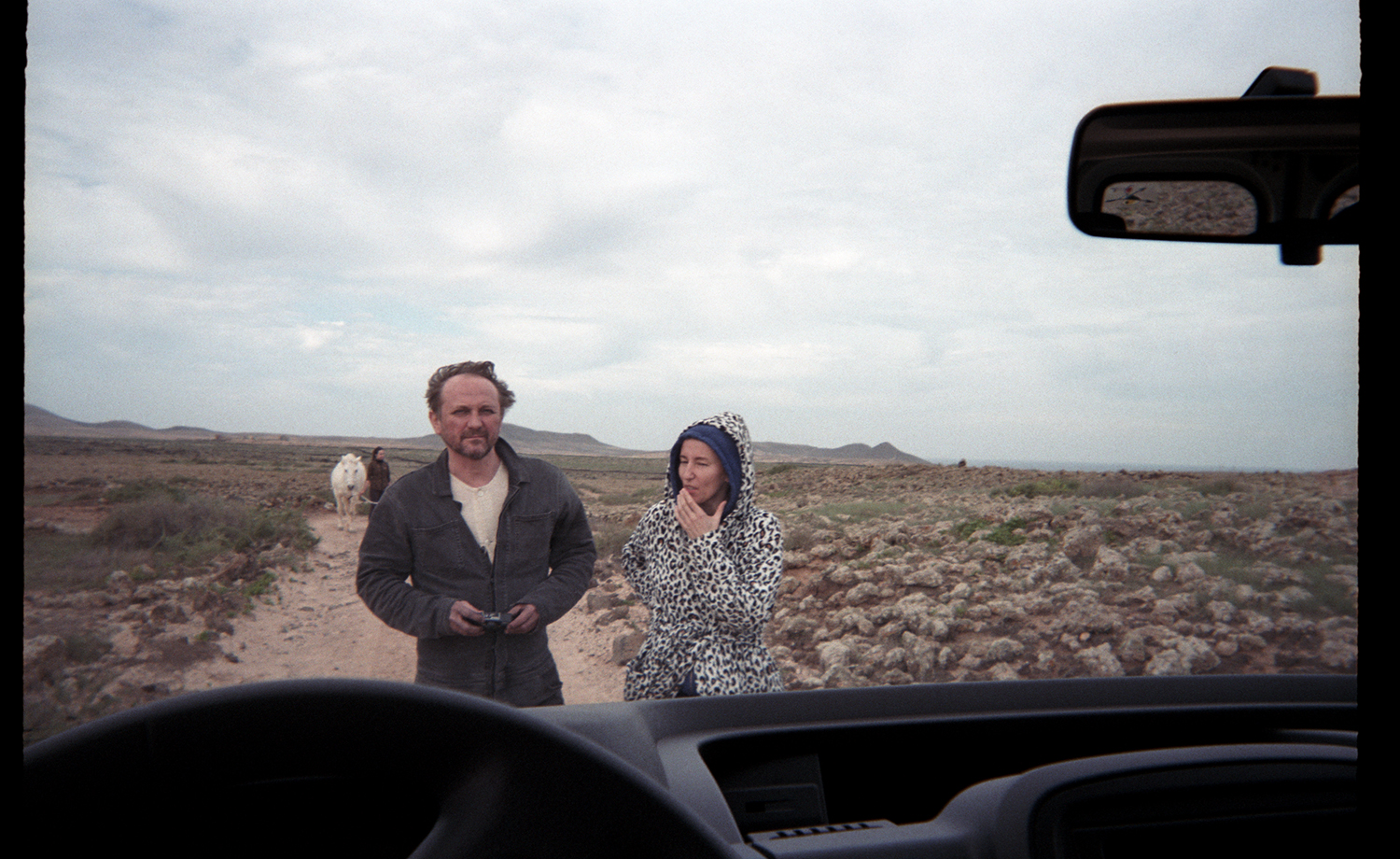
Zastróżna z Andrzejem Chyrą, plan filmowy, film Las, w realizacji

Joanna Zastróżna (ur. 1972 w Sopocie) – polska artystka fotografka i filmowczyni. W 1997 roku ukończyła studia na Akademii Sztuk Pięknych w Gdańsku. Mieszka w Sopocie i Sidi Ifni.

## Życiorys
Działalność fotograficzną rozpoczęła w 1999 roku cyklem „Posłaniec”, będącym jej pracą dyplomową. Po tym zainicjowała kolejne swoje dwa cykle fotograficzne „Zagęszczenie” i „Maroko”. Jej charakterystyczną techniką jest malowanie negatywów z wykorzystaniem farb o różnych barwach. W swoich pracach stosuje również montaż negatywowy. Opisuje się jej styl jako nawiązujący do surrealizmu i „sztucznej rzeczywistości”. Fotografuje w duchu nierealistycznym, bardzo często poddając jednostkę analizie psychologicznej.
Między 2000 a 2010 Zastróżna brała udział w wielu ważnych zbiorowych wystawach fotograficznych w Polsce. Jej prace znajdują się w zbiorach Muzeum Sztuki w Łodzi.
W 2013 roku wyreżyserowała film krótkometrażowy „Molehill”, który został zaprezentowany na 19. Międzynarodowym Festiwalu Filmowym w Busan.

## Wystawy
Indywidualne
- Messenger, Mała Galeria ZPAF, CSW Zamek Ujazdowski, Warszawa, Polska (1999)
- Buby, Messenger, Nadbałtyckie Centrum Kultury, Gdańsk, Polska (2000)
- NR2, Replica Art Center, Sztokholm, Szwecja (2000)
- NR3, Państwowa Galeria Sztuki, Sopot, Polska (2001)
- NR3 Mała Galeria ZPAF, CSW Zamek Ujazdowski, Warszawa, Polska (2001)
- NR3, BWA, Bydgoszcz, Polska (2002)
- NR3, Galeria FF, Łódź (2002)
- NR3, Leigh on Sea, Art Trail, Wielka Brytania (2003)
- NR3, Druskininkai, Litwa (2003)
- NR3, Miesiąc Fotografii, Kraków (2003)
- Zagęszczanie, Państwowa Galeria Sztuki, Sopot, Polska (2004)
- Zagęszczanie, Galeria Wizytująca, Warszawa, Polska (2006)
- Zagęszczanie, Photography Museum, Sankt Petersburg, Rosja (2008)
- MMK, CSW Zamek Ujazdowski, Warszawa, Polska (2010)
- MMK, Państwowa Galeria Sztuki, Sopot, Polska (2011)[4]
- MMK, Centrum Kultury ZAMEK, Galeria PF, Poznań, Polska (2013)

Zbiorowe
- Jutro jest dziś, Osaka, Nara i Kyoto, Japonia (1999)
- Relacje, Dom Fotografii, Poprad, Słowacja (1999)
- 7th Courant D'Art, Deauville, Francja (2000)
- Przenikanie, Miesiąc fotografii, Bratysława, Słowacja (2000)
- Archipelag, Miesiąc fotografii, Herten, Niemcy (2001)
- Fotografia Polska lat 90. - „Około dekady - fotografia polska lat 90-tych”, Muzeum Sztuki Łodzi; Galeria FF; Galeria Pusta, Katowice; Galeria Bielska BWA, Bielsko-Biała, Polska (2002)
- Cztery Elementy. Ziemia, Galeria DAP OW ZPAP, Warszawa, Polska (2003)
- GlobAll, Woman Kraft Gallery, Tucson, Arizona, USA (2004)
- XX w. w fotografii polskiej, Shoto Museum of Art, Tokio, Japonia (2006)
- Czas Zapamiętany, CSW Zamek Ujazdowski, Warszawa, Polska (2007)
- Forum Fotografii, wystawa na 25lecie Galerii FF, Łódź, Polska (2008)
- Festiwal Sztuki ARTLOOP 00, „Wypas” instalacja, Sopot, Polska (2011)
- Festiwal Sztuki ARTLOOP 02, „Pralnia Chemiczna” instalacja, Sopot, Polska (2013)[1][4][5]